# Ga Bình Lục
Ga Bình Lục là một nhà ga xe lửa tại thị trấn Bình Mỹ, huyện Bình Lục, tỉnh Hà Nam. Nhà ga là một điểm trên tuyến Đường sắt Bắc Nam tiếp nối sau ga Phủ Lý và trước ga Cầu Họ (tỉnh Nam Định). Lý trình ga: Km 66 + 540.